# Awakino
Awakino est une localité du sud de l’Île du Nord de la Nouvelle-Zélande.

## Situation
Elle est localisée sur le trajet de la route State Highway 3/SH 3 (en), à l’embouchure du fleuve Awakino, à 5 kilomètres au nord de la ville de Mokau. Elle est située à 79 km au sud-ouest de la ville de Te Kuiti, et à 98 km au nord-est de celle de New Plymouth.

## Accès
Au nord d’Awakino, la route State Highway 3/SH 3 (en) tourne vers l’intérieur des terres et la côte est ainsi largement inhabitée. Au-dessous d’Awakino, il n’y a pas de ville près de la côte sud du mouillage de Kawhia Harbour (en).

## Autres lectures

### Ouvrages général sur l’histoire
* The best of the west: a heritage trail offering a unique experience of the King Country coast, Te Kuiti, [N.Z.], Te Kuiti Visitor Information Centre, 1996
* John Coulson, King Country sketchbook, Taumarunui, [N.Z.], Ruapehu Marketing, 1995 (ISBN 0-9583446-0-4)
* Margaret de Jardine, The little ports of Taranaki: being Awakino, Mokau, Tongaporutu, Urenui, Waitara, Opunake, Patea, together with some historical background to each, New Plymouth, [N.Z.], Margaret de Jardine, 1992

### Histoire de l’activité
* Enregistrement pour Awakino Co-operative Dairy Company Ltd. (active de 1911 à 1925; liquidation en {1935), est tenu par le « Dairy Records Archive, Massey University Library » dans Palmerston North. Pour un résumé de ces activité du holding, voir« Awakino Co-operative Dairy Company Ltd. (Y71) » (consulté le 10 janvier 2008)
* « Puke Ariki » in New Plymouth contient le livre des lettres de l'agent de marine basé à Waitara Lewis Clare (décédé en 1960). Ce livre enregistre les activités de transport maritime à partir et dans les ports North Taranaki (incluant ceux mentionnés dans le livre de de Jardine's ) entre 1910 et 1920. voir « Clare, Lewis (ARC2002-255) »(Archive.org • Wikiwix • Archive.is • Google • Que faire ?) (consulté le 14 octobre 2008)
* « Puke Ariki » dans New Plymouth contient les enregistrements de l’activité commerciale de laGibson Coach Lines, qui assurait un services allant de New Plymouth à Awakino. Voir « Gibson Coach Lines (ARC2002-992) »(Archive.org • Wikiwix • Archive.is • Google • Que faire ?) (consulté le 14 octobre 2008)
* Margaret de Jardine, The little ports of Taranaki: being Awakino, Mokau, Tongaporutu, Urenui, Waitara, Opunake, Patea, together with some historical background to each, New Plymouth, [N.Z.], M. de Jardine, 1992 (ISBN 0-473-01455-6)

### Histoire des Maoris
* R. Graeme Gummer, A man from Te Riu o Puanga: Riu Batley, Auckland, [N.Z.], R. Graeme Gummer, 1997
* « Puke Ariki » in New Plymouth contient un essais sur la Riu Batley (1887-1960) (voir au-dessus) et sa famille: recherche et écrits par son neveu , Graeme Gummer.
Voir « A Man from Te Riu O Puanga, Riu Batley (ARC2001-256) » [/web/20081014155202/ http://vernon.npdc.govt.nz/collection/results.do?view=detail archive] (consulté le 14 octobre 2008)
* R. Graeme Gummer, Memories of Ted Batley and some of his whanau, Auckland, [N.Z.], R. Graeme Gummer, 2000
- « Puke Ariki » in New Plymouth contient une série d’essais sur le Maori leadership: comme pratiqué dans la ville de Mokau, Awakino, et la zone de Mahoenui et sur les Chatham Islands.

Il a aussi couvert le développement des mouvements religieux Maori appelé Hauhau (en) (ou Pai Mārire).
Ces documents ont été rassemblés par Graeme Gummer. voir « Gummer, Graeme (ARC2002-771) » [http://vernon.npdc.govt.nz/collection/results.do?view=detail archive] (consulté le 14 octobre 2008)
* « Puke Ariki » in New Plymouth contient les notes des recherches et une notice nécrologique de Bella Mataroa (mort en 1925) qui vivait au niveau de "Nukuhakere/Nukuhakari", à mi-chemin entre les localités de Marokopa et Awakino. voir « Mataroa, Bella (ARC2001-241) » [archive] (consulté le 14 octobre 2008)

### Personnalités
* R. Graeme Gummer, A man from Te Riu o Puanga: Riu Batley, Auckland, [N.Z.], R. Graeme Gummer, 1997
* « Puke Ariki » in New Plymouth contient un essai sur Riu Batley (1887-1960) (voir au-dessus) et sa famille: recherches et écrits réalisés par son neveu, Graeme Gummer. voir « A Man from Te Riu O Puanga, Riu Batley (ARC2001-256) » [archive], 8 février 2008 (consulté le 14 octobre 2008).
* R. Graeme Gummer, Memories of Ted Batley and some of his whanau, Auckland, [N.Z.], R. Graeme Gummer, 2000
* « Puke Ariki » dans New Plymouth contient des notes de recherche et un avis nécrologique de Bella Mataroa (mort en 1925), qui vivait dans Nukuhakere/Nukuhakari, à mi chemin entre Marokopa et Awakino. Voir « Mataroa, Bella (ARC2001-241) » [archive] (consulté le 14 octobre 2008)

### Écoles
* Awakino School 90th jubilee, 1906-1996: souvenir booklet, Awakino, [N.Z.], Jubilee Committee, 1996
* Cyril (ed.) Hall, Awakino School golden jubilee, 1906-1956: souvenir booklet, Awakino, [N.Z.] ; New Plymouth, [N.Z.], Jubilee Committee ; Taranaki Daily News, 1956
* Brian Hammond, Awakino School 75th jubilee, 1906-1981, Awakino, [N.Z.] ; New Plymouth, [N.Z.], Jubilee Committee ; Dorset Printing Service, 1981.